# فایت (میزوری)
فایت (به انگلیسی: Fayette) یک شهر در ایالات متحده آمریکا است که در شهرستان هوارد، میزوری واقع شده‌است. فایت ۵٫۸۵ کیلومتر مربع مساحت و ۲٬۶۸۸ نفر جمعیت دارد و ۲۱۳ متر بالاتر از سطح دریا قرار دارد.